# The Matrix Revolutions
The Matrix Revolutions (bra/prt: Matrix Revolutions) é um filme estadunidense dirigido pelas irmãs Wachowski e protagonizado por Keanu Reeves (no papel de Neo).  
O filme foi lançado em novembro de 2003, seis meses após The Matrix Reloaded, e é a terceira parte da franquia Matrix.

## Elenco
| Ator / Atriz             | Papel                    |
| ------------------------ | ------------------------ |
| Keanu Reeves             | Neo / Thomas A. Anderson |
| Laurence Fishburne       | Morpheus                 |
| Hugo Weaving             | Agente Smith             |
| Carrie-Anne Moss         | Trinity                  |
| Jada Pinkett Smith       | Niobe                    |
| Lambert Wilson           | Merovingian              |
| Harold Perrineau         | Link                     |
| Harry Lennix             | Lock                     |
| Clayton Watson           | Garoto                   |
| Nathaniel Lees           | Mifune                   |
| Mary Alice               | Oráculo                  |
| Tanveer K. Atwal         | Sati                     |
| Gina Torres              | Cas                      |
| Tharini Mudaliar         | Kamala                   |
| Helmut Bakaitis          | Arquiteto                |
| David Roberts            | Roland                   |
| Collin Chou              | Seraph                   |
| Randall Duk Kim          | Chaveiro                 |
| Robyn Nevin              | Conselheira Dillard      |
| Cornel West              | Conselheiro West         |
| Anthony Zerbe            | Conselheiro Hamann       |
| Bruce Spence             | Guarda-Freios            |
| Kevin Michael Richardson | Deus Ex Machina (voz)    |

A atriz Gloria Foster, que interpretou o Oráculo nos dois primeiros filmes, faleceu antes do encerramento das filmagens do terceiro filme. Ela foi substítuda pela atriz Mary Alice. Sua troca de aparência foi incorporada à trama.

## Sinopse
The Matrix Revolutions inicia imediatamente após os eventos de Matrix Reloaded. Como resultado de sua luta com as Sentinelas, Neo retorna à consciência em uma espécie de limbo (que é um ponto de transição entre Matrix e a Cidade das Máquinas) só acessível por despacho de Merovingian, na periferia da Matrix, a partir do qual sua mente é incapaz de libertar-se. Ordenado pelo Trainman (um servo de Merovingian), que por ele poderia ficar no limbo para sempre, Neo continua aprisionado até ser libertado por Trinity, que ameaça o Merovingian em um impasse, libertando-o.
Neo determina, através de suas novas habilidades que, na verdade, a profecia do Oráculo estava correta: O escolhido deve retornar à fonte para cessar a guerra. No entanto, o Arquiteto alterou a profecia e obrigou os antecessores de Neo a terminarem o seu caminho com a destruição de Zion e o reinício da Matrix. Após uma última visita ap Oráculo, Neo descobre que ele não deve se preocupar com as Sentinelas, mas com o Agente Smith, cuja clonagem se multiplica e não só irá conduzir a uma falha mortal da Matrix, matando todos os seres humanos ligados a ela e os programas dentro dela, como danificará seriamente a própria Cidade das Máquinas. Além disso, baseando-se nas explicações anteriores do Oráculo acerca da natureza da escolha, Neo aprende que a afirmação do arquiteto de que a sua escolha ao salvar Trinity inevitavelmente levaria à extinção da humanidade estava incorreta. Neo informa que ele agora tem o poder de escolha para acabar com a guerra e derrotar Smith. Ela diz: "Tudo o que tem um começo tem um fim, Neo". Neo deve retornar à Fonte fortemente vigiada na Cidade das Máquinas, na esperança de parar as Sentinelas e Smith.
A Neo e Trinity é dado o Logos, um aeronave comandada por Morpheus e sua ex-amante, Niobe, para o que parece uma viagem suicida à Cidade das Máquinas. Entretanto, o Capitão Roland e os sobreviventes da tripulação de Nabucodonozor, Link e Morpheus, vão no aerodeslizador Hammer (Mjolnir) tentar retornar para Zion, agora cercada e diante do ataque das Máquinas. Neo e Trinity são emboscados pelo passageiro clandestino Bane/Smith, que cega Neo, mas é morto quando Neo descobre que ele ainda pode ver a aura do Smith com um misterioso terceiro olho concedido pelos seus poderes. Neo, com Trinity como piloto, guia o Logos pelas defesas da cidade das máquinas, mas a Logos tem problemas ao aterrisar, o que traz a Trinity ferimentos fatais e ela morre, deixando Neo sozinho para enfrentar a cidade das máquinas.
Neo encontra o Deus Ex-Machina, uma Máquina construída, e negocia a paz entre homens e máquinas, caso ele pare o Smith, que tem impregnado todos os habitantes da Matrix com um clone de si mesmo. A ameaça de Smith à Matrix não é apenas com uma falha do sistema, mas uma invasão dos Smith infeccionados no código da própria cidade das maquinas. A oferta é aceita; Neo entra na Matrix pela última vez, ao descobrir que o programa tem o Smith clonado por todo o mundo simulado, e ele transformou em uma borrasca escura onde as cópias de Smith vivem. Uma das cópias de Smith passa em frente e luta contra Neo, e parece ter finalmente conseguido poderes dentro da Matrix para fazê-lo (Smith assimilou a Oráculo, ganhando seus poderes). Os dois se envolvem numa aparente batalha sem fim entre as duas forças de igual poder. A luta catastrófica deixa os dois em posição de igualdade, como Smith não conseguia derrotar Neo, enquanto Neo percebeu que não poderia ganhar essa batalha. Tendo nada a perder (com a morte de Trinity), e tudo a ganhar pela humanidade e a Máquina, Neo intencionalmente sacrifica-se ao Smith e permite a ele a sua vitória para finalmente infectar Neo com o programa de Smith, e Neo virar de corpo e mente em um clone do Smith. Mas quando ele tem sucesso, Neo/Smith clonado mostra rachaduras no seu pescoço e começa a explodir, e todas as outras encarnações de Smith na Matrix fazem o mesmo. Finalmente, Smith é totalmente eliminado do software da Matrix.
Este processo de destruição aparentemente destrói Smith e a consciência de Neo também. Porém há suspeita de Neo ter sobrevivido porque ele enxerga a cidade das maquinas enquanto seu corpo é levado pelas Maquinas a cidade das Maquinas, enquanto em Zion as Maquinas interrompem o seu ataque e fogem, em deferência a permuta pela paz que Neo propôs. Assim como a paz, Neo também tinha negociado que quaisquer mentes humanas que se tornam conscientes da natureza da Matrix será permitida a liberdade sem interferências.
Com o fim do filme, vemos um gato preto andando em uma calçada destruída. Ele pára, aparece para digitalizar como a própria Matrix, é desligado ou reiniciado, e repete e recomeça o seu funcionamento.[necessário esclarecer] (Esta foi uma alusão a uma cena onde Neo vê um gato preto aparece duas vezes em The Matrix ", um indício de que algo tenha sido alterado dentro do código da Matrix. Para Neo, isto foi uma experiência de déjà vu).
Sati (Matrix) Sati, um novo programa criado na Matrix, desperta, reúne-se com a nova Oráculo, e cria um colorido amanhecer em homenagem ao Neo.
Sati pergunta se vamos ver Neo novamente. A Oraculo diz, "eu tenho suspeitas que sim".

## Produção
As filmagens ocorreram simultaneamente com seu predecessor, Matrix Reloaded, e com as sequências em live action do videogame Enter the Matrix. Tudo aconteceu, principalmente, nos estúdios da Fox em Sydney, Austrália.

## Recepção

### Bilheteria
O orçamento do filme está estimado em U$110 milhões. Arrecadou 139 milhões na América do Norte, para um total de US$ 427 milhões mundialmente.

### Crítica
O filme recebeu uma média de 36% no Rotten Tomatoes. Sua média no Metacritic é de 47/100.
O consenso dos críticos no Rotten Tomatoes diz "Uma conclusão decepcionante para a trilogia Matrix, onde personagens e ideias dão espaço à efeitos especiais."